# Chó Fuegian
Chó Fuegian (tiếng Tây Ban Nha:perro yagán, perro fueguino), còn được gọi dưới cái tên khác là chó Yaghan, là một giống chó thuần hóa hiện đã tuyệt chủng. Giống chó này là một dạng thuần hóa của Cáo culpeo (Lycalopex culpaeus), không giống như những con chó thuần hóa khác, như: chó nhà được thuần hóa từ sói xám (Canis lupus) và cáo bạc thuần hóa được thuần hóa từ quần thể bị chứng nhiễm hắc tố của cáo đỏ (Vulpes vulpes).
Có rất ít các mẫu vật về giống chó này còn tồn tại. Chúng bao gồm một mẫu vật tại Museo Salesiano Maggiorino Borgatello ở Chile, và một mẫu còn lại trong Bảo tàng khu vực Fagnano ở Tierra del Fuego.

## Hành vi
Mặc dù sự phân bố của chó Fuegian tương ứng với người Yaghan, nhưng những con chó giống này lại không có đặc tính trung thành với chủ nhân của nó. Julius Popper chỉ ra sự thiếu trung thành của giống động vật có vú này: "Tôi chưa bao giờ thấy chúng, dù số lượng của chúng lớn như thế nào, có thái độ tích cực hoặc bảo vệ các chủ nhân của chúng khi họ gặp nguy hiểm".

## Sử dụng
Chó Fuegian không được sử dụng để săn Lạc đà Guanaco. Tuy nhiên, chúng có thể hữu ích cho việc săn bắn rái cá. Những con chó giống này hữu ích cho con người ở chỗ chúng sẽ tập hợp quanh người chủ của chúng để giữ ấm cho họ. Điều này đã được ghi nhận bởi Julius Popper.